# Horizon Apartments
El Horizon Apartments, conocido también como The Horizon, es un rascacielos residencial situado en Darlinghurst, Sídney (Nueva Gales del Sur, Australia). Fue construido en la 184 Forbes Street en la intersección entre la Liverpool and William Street. El edificio fue completado en 1998 y su construcción ha dado lugar a mucha controversia sobre los efectos de sombra causados por su altura (143,9 m).[cita requerida]

## Historia y Diseño
Diseñado por el arquitecto Harry Seidler, fue construido entre 1990 y 1998 por las construcciones Grollo Constructions de Melbourne. El edificio cuenta con 260 apartamentos y 32 000 metros cuadrados. Este diseño ha permitido obtener grandes apartamentos en los pisos superiores con balcones que dan al este hacia el Océano Pacífico y maximizan la vista. La ubicación de la propiedad también permite ver la Ópera de Sídney y el Harbour Bridge.